# 黑夜告白
《黑夜告白》(英語：Light to the Night) 是一部即将上映的中国电视剧。该刑侦剧由王之执导，潘粤明、王鹤棣、任敏主演，讲述了一桩历时十八年的神秘失踪案侦破过程。该剧预计将在2025年于优酷上播出。 

## 剧情简介
刑警何远航（潘粤明 饰）与其徒弟冉方旭（王鹤棣 饰）调查一起涉及徐家父女的神秘失踪案。1997年，二人在元龙里小区电梯口失踪，冉方旭最初认定案件为恶意逃债，但2006年，徐父的遗体被意外发现，推翻了这一结论。
近十年后，何远航的女儿、已成为警察的何晓荷（任敏 饰）发现案件与过往线索的关联。她与父亲联手，欲在小区拆迁前夕最终揭露真相。

## 演员列表

### 主要演员

#### 领衔主演
- 潘粤明饰 何远航
- 王鹤棣饰 冉方旭

#### 特邀
- 任敏饰 何晓荷

#### 其他演员
- 姜珮瑤
- 郑奇
- 赵虎子
- 江奇霖
- 刘闯
- 周大勇

## 制作
该剧于2024年3月在昆明开机，并由优酷出品。剧组在首日拍摄时发布了概念海报，其中包含连衣裙、高跟鞋、18楼电梯按钮等线索，暗示故事横跨1997年至2015年。 2024年7月，剧组宣布该剧正式杀青。